# Perc Westmore
Percival Harry Westmore est un célèbre maquilleur de Hollywood né le 29 octobre 1904 à Canterbury dans le comté du Kent en Angleterre et mort le 30 septembre 1970 à Los Angeles. Il était un membre éminent de la famille Westmore.

## Filmographie

### Cinéma
- 1925 : Don X, fils de Zorro de Donald Crisp
- 1925 : Le monde perdu
- 1929 : Her Private Life
- 1929 : Seven Footprints to Satan
- 1930 : Au seuil de l'enfer (The Doorway to Hell) d'Archie Mayo
- 1930 : Le Chant de la flamme
- 1930 : Sinners' Holiday
- 1931 : Blonde Crazy
- 1931 : L'Ennemi public
- 1931 : Le Beau Joueur
- 1931 : Le Millionnaire
- 1931 : Other Men's Women
- 1932 : Docteur X
- 1932 : La foule hurle
- 1932 : Taxi!
- 1932 : The Hatchet Man
- 1932 : The Man Who Played God
- 1932 : The Tenderfoot (en)
- 1932 : Winner Take All de Roy Del Ruth
- 1932 : À tour de brasses (You Said a Mouthful)
- 1933 : 42ème rue
- 1933 : Chercheuses d'or de 1933
- 1933 : Prologues (Footlight Parade)
- 1933 : L'affaire se complique (Hard to Handle)
- 1933 : I Loved a Woman
- 1933 : Le Bataillon des sans-amour
- 1933 : Le Tombeur
- 1933 : Masques de cire
- 1933 : Un danger public (Picture Snatcher)
- 1933 : Les Enfants de la crise (Wild Boys of the Road)
- 1934 : Les Pirates de la mode (Fashions of 1934) de William Dieterle
- 1934 : C'était son homme (He Was Her Man)
- 1934 : Jimmy the Gent
- 1934 : Ondes d'amour
- 1934 : Le Cabochard (The St. Louis Kid)
- 1934 : Upper World
- 1934 : Voici la marine
- 1935 : Le Bousilleur (Devil Dogs of the Air)
- 1935 : Furie noire
- 1935 : Le Songe d'une nuit d'été
- 1935 : Les Hors-la-loi
- 1935 : Tête chaude
- 1936 : Anthony Adverse
- 1936 : Brumes
- 1936 : Le Mort qui marche
- 1937 : À l'est de Shanghaï
- 1937 : La Vie d'Émile Zola
- 1937 : The Great Garrick
- 1938 : La Bataille de l'or (Gold Is Where You Find It) de Michael Curtiz
- 1938 : La Vallée des géants
- 1938 : Le Vantard
- 1938 : Les Anges aux figures sales
- 1938 : Les Aventures de Robin des Bois
- 1938 : Troubles au Canada
- 1939 : A Child Is Born
- 1939 : Agent double
- 1939 : Filles courageuses
- 1939 : En surveillance spéciale (Invisible Stripes)
- 1939 : Jeunesse triomphante
- 1939 : Juarez
- 1939 : L'Homme au masque de fer
- 1939 : La Vie privée d'Élisabeth d'Angleterre
- 1939 : La Vieille Fille
- 1939 : Le Gorille
- 1939 : Le Retour du docteur X
- 1939 : Les Conquérants
- 1939 : Les Fantastiques Années 20
- 1939 : Nous ne sommes pas seuls
- 1939 : Quasimodo
- 1939 : Quatre Jeunes Femmes (Four Wives), de Michael Curtiz
- 1939 : Sur les pointes
- 1939 : Terreur à l'ouest
- 1939 : À chaque aube je meurs
- 1940 : 3 Cheers for the Irish
- 1940 : Always a Bride (en)
- 1940 : An Angel from Texas
- 1940 : British Intelligence Service
- 1940 : L'Étrange Aventure (Brother Orchid)
- 1940 : Brother Rat and a Baby
- 1940 : Calling All Husbands
- 1940 : Castle on the Hudson
- 1940 : Tête chaude (East of the River)
- 1940 : Father Is a Prince
- 1940 : Finie la comédie
- 1940 : Flight Angels
- 1940 : Flowing Gold
- 1940 : Knute Rockne All American
- 1940 : L'Aigle des mers
- 1940 : L'Étrangère
- 1940 : La Balle magique du Docteur Ehrlich
- 1940 : La Caravane héroïque
- 1940 : La Lettre
- 1940 : La Piste de Santa Fé
- 1940 : Ladies Must Live
- 1940 : La Femme aux cheveux rouges (Lady with Red Hair)
- 1940 : Le Régiment des bagarreurs
- 1940 : Money and the Woman
- 1940 : My Love Came Back
- 1940 : Rendez-vous à minuit
- 1940 : River's End (en)
- 1940 : Saturday's Children
- 1940 : She Couldn't Say No
- 1940 : South of Suez
- 1940 : L'Homme qui parlait trop (The Man Who Talked Too Much) de Vincent Sherman
- 1940 : Torrid Zone
- 1940 : Tugboat Annie Sails Again
- 1940 : Une dépêche Reuter
- 1940 : Une femme dangereuse
- 1940 : Ville conquise
- 1940 : Voyage sans retour
- 1941 : A Shot in the Dark
- 1941 : Ma femme se marie demain (Affectionately Yours)
- 1941 : Bad Men of Missouri
- 1941 : Blues in the Night
- 1941 : Bullets for O'Hara (en)
- 1941 : Dangerously They Live
- 1941 : Des pas dans la nuit
- 1941 : Bombardiers en piqué (Dive Bomber) de Michael Curtiz
- 1941 : Flight from Destiny
- 1941 : Four Mothers
- 1941 : Here Comes Happiness
- 1941 : Highway West
- 1941 : Honeymoon for Three
- 1941 : Kisses for Breakfast
- 1941 : Knockout
- 1941 : L'Entraîneuse fatale
- 1941 : La Blonde framboise
- 1941 : La Charge fantastique
- 1941 : La Grande Évasion
- 1941 : La Vipère
- 1941 : Law of the Tropics (en)
- 1941 : Le Faucon maltais
- 1941 : Le Grand Mensonge
- 1941 : Le Vaisseau fantôme
- 1941 : Million Dollar Baby
- 1941 : Navy Blues
- 1941 : Nine Lives Are Not Enough
- 1941 : One Foot in Heaven
- 1941 : Out of the Fog
- 1941 : Passage from Hong Kong (en)
- 1941 : Sergent York
- 1941 : Shadows on the Stairs
- 1941 : Shining Victory
- 1941 : La Femme de Singapour (Singapore Woman)
- 1941 : Steel Against the Sky
- 1941 : Strange Alibi
- 1941 : The Body Disappears
- 1941 : The Bride Came C.O.D.
- 1941 : The Case of the Black Parrot
- 1941 : The Great Mr. Nobody (en)
- 1941 : The Nurse's Secret
- 1941 : The Smiling Ghost
- 1941 : L'Amour et la Bête (The Wagons Roll at Night)
- 1941 : Thieves Fall Out (en)
- 1941 : Three Sons o' Guns
- 1941 : Underground
- 1941 : Jimmy s'en va-t-en guerre (You're in the Army Now)
- 1942 : Bullet Scars
- 1942 : Busses Roar
- 1942 : Casablanca
- 1942 : Crimes sans châtiment
- 1942 : Escape from Crime
- 1942 : Gentleman Jim
- 1942 : Griffes jaunes
- 1942 : I Was Framed
- 1942 : Danseuse de cabaret (Juke Girl)
- 1942 : L'Amour n'est un jeu
- 1942 : L'Homme qui vint dîner
- 1942 : La Glorieuse Parade
- 1942 : La Maison de mes rêves
- 1942 : La Poupée brisée
- 1942 : Lady Gangster
- 1942 : Larceny, Inc.
- 1942 : Le Caïd
- 1942 : Les Chevaliers du ciel
- 1942 : Les Folles Héritières
- 1942 : Murder in the Big House
- 1942 : Sabotage à Berlin
- 1942 : Secret Enemies
- 1942 : Spy Ship
- 1942 : The Hidden Hand
- 1942 : Si Adam avait su... (The Male Animal)
- 1942 : Toujours dans mon cœur
- 1942 : Une femme cherche son destin
- 1942 : Wild Bill Hickok Rides (en)
- 1942 : Wings for the Eagle
- 1942 : You Can't Escape Forever
- 1942 : Échec à la Gestapo
- 1943 : Adventure in Iraq
- 1943 : Air Force
- 1943 : Convoi vers la Russie
- 1943 : Destination Tokyo
- 1943 : Du sang sur la neige
- 1943 : Find the Blackmailer
- 1943 : Intrigues en Orient
- 1943 : L'Ange des ténèbres
- 1943 : L'Impossible Amour
- 1943 : La Manière forte
- 1943 : La Petite Exilée
- 1943 : Murder on the Waterfront
- 1943 : Quand le jour viendra
- 1943 : Remerciez votre bonne étoile
- 1943 : Tessa, la nymphe au coeur fidèle
- 1943 : The Gorilla Man
- 1943 : The Mysterious Doctor
- 1943 : This Is the Army
- 1944 : Arsenic et vieilles dentelles
- 1944 : Between Two Worlds
- 1944 : Crime by Night
- 1944 : Femme aimée est toujours jolie
- 1944 : Hollywood Canteen
- 1944 : In Our Time
- 1944 : Janie
- 1944 : L'amour est une mélodie
- 1944 : Le Masque de Dimitrios
- 1944 : Le Port de l'angoisse
- 1944 : Les Aventures de Mark Twain
- 1944 : Les Conspirateurs
- 1944 : Make Your Own Bed
- 1944 : Passage pour Marseille
- 1944 : Saboteur sans gloire
- 1944 : The Doughgirls
- 1944 : The Very Thought of You
- 1945 : Agent secret
- 1945 : Aventures en Birmanie
- 1945 : Joyeux Noël dans le Connecticut (Christmas in Connecticut)
- 1945 : Danger Signal
- 1945 : Escape in the Desert
- 1945 : God Is My Co-Pilot
- 1945 : Hôtel Berlin
- 1945 : L'Intrigante de Saratoga
- 1945 : La mort n'était pas au rendez-vous
- 1945 : L'Orgueil des marines (La Route des ténèbres)
- 1945 : Le blé est vert
- 1945 : Le Roman de Mildred Pierce
- 1945 : Pillow to Post
- 1945 : Rhapsodie en bleu
- 1945 : San Antonio
- 1945 : The Horn Blows at Midnight
- 1946 : Cape et poignard
- 1946 : Humoresque
- 1946 : Jalousie
- 1946 : La Bête aux cinq doigts
- 1946 : La Fille et le garçon
- 1946 : La Vie passionnée des sœurs Brontë
- 1946 : La Voleuse
- 1946 : Le Droit d'aimer
- 1946 : Le grand sommeil
- 1946 : Ne dites jamais adieu
- 1946 : Meurtre au port (Nobody Lives Forever)
- 1946 : Nuit et jour
- 1946 : L'Emprise
- 1946 : One More Tomorrow
- 1946 : Shadow of a Woman
- 1946 : The Verdict
- 1946 : Trois Étrangers (Three Strangers)
- 1946 : Two Guys from Milwaukee
- 1947 : Gai, marions-nous (Always Together)
- 1947 : Wyoming Kid (Cheyenne)
- 1947 : Le Loup des sept collines
- 1947 : Le Repaire du forçat (Deep Valley)
- 1947 : Tu ne m'échapperas pas (Escape Me Never)
- 1947 : L'Amant sans visage
- 1947 : L'Infidèle
- 1947 : La Seconde Madame Carroll
- 1947 : La Vallée de la peur
- 1947 : Le crime était presque parfait
- 1947 : Les Passagers de la nuit
- 1947 : Mon père et nous
- 1947 : Possédée
- 1947 : Rose d'Irlande
- 1947 : Stallion Road
- 1947 : Scandale en Floride (That Hagen Girl)
- 1947 : That Way with Women (en)
- 1947 : L'Homme que j'aime (The Man I Love), de Raoul Walsh
- 1948 : Embraceable You
- 1948 : Johnny Belinda
- 1948 : Key Largo
- 1948 : La Corde
- 1948 : La Mariée du dimanche
- 1948 : La Rivière d'argent
- 1948 : Le Trésor de la Sierra Madre
- 1948 : Les Aventures de don Juan
- 1948 : Les Géants du ciel
- 1948 : My Girl Tisa
- 1948 : Ombres sur Paris
- 1948 : One Sunday Afternoon
- 1948 : Romance à Rio
- 1948 : Smart Girls Don't Talk
- 1948 : The Big Punch
- 1948 : The Decision of Christopher Blake
- 1948 : The Woman in White
- 1948 : Deux Gars du Texas (Two Guys from Texas)
- 1948 : Wallflower (en)
- 1948 : Le Courrier du désert (Whiplash)
- 1948 : Winter Meeting
- 1949 : Always Leave Them Laughing
- 1949 : Boulevard des passions
- 1949 : La Sirène des bas-fonds (Flaxy Martin)
- 1949 : Homicide (en)
- 1949 : Horizons en flammes
- 1949 : John Loves Mary
- 1949 : L'enfer est à lui
- 1949 : Toujours dans mon cœur
- 1949 : La Fille du désert
- 1949 : La Garce
- 1949 : Le Grand Tourbillon
- 1949 : Le Rebelle
- 1949 : Les Chevaliers du Texas
- 1949 : Les Travailleurs du chapeau
- 1949 : Night Unto Night
- 1949 : One Last Fling
- 1949 : The House Across the Street (en) de Richard L. Bare
- 1949 : The Lady Takes a Sailor
- 1949 : The Story of Seabiscuit
- 1949 : The Younger Brothers
- 1949 : Vive monsieur le maire
- 1950 : Barricade
- 1950 : Ce sacré bébé
- 1950 : Colt .45
- 1950 : Du sang sur le tapis vert
- 1950 : Femmes en cage
- 1950 : Gentleman cambrioleur
- 1950 : L'Esclave du gang
- 1950 : La Femme aux chimères
- 1950 : La Flèche et le Flambeau
- 1950 : La Ménagerie de verre
- 1950 : Le Roi du tabac
- 1950 : Montana
- 1950 : Perfect Strangers
- 1950 : Pilote du diable
- 1950 : Le Cavalier au masque (en) (Return of the Frontiersman) de Richard L. Bare
- 1950 : Secrets de femmes
- 1950 : Les Filles à papa (The Daughter of Rosie O'Grady)
- 1950 : The Second Face
- 1950 : This Side of the Law (en)
- 1951 : La Femme au voile bleu
- 1951 : Storm Warning
- 1955 : Le Seigneur de l'aventure
- 1969 : Histoire d'un meurtre
- 1969 : Un homme fait la loi de Burt Kennedy
- 1970 : Le Reptile de Joseph L. Mankiewicz

### Courts-métrages
- 1939 : Old Hickory
- 1939 : Quiet, Please
- 1939 : Sons of Liberty
- 1939 : The Bill of Rights
- 1939 : The Monroe Doctrine
- 1939 : The Royal Rodeo
- 1940 : Pony Express Days
- 1941 : The Lady and the Lug

### Télévision
Séries télévisées
- 1952 : The Linkletter Show
- 1956 : Queen for a Day
- 1964-1966 : Les Monstres
- 1970-1971 : The Bill Cosby Show (en)